# 陆俨少
陸儼少（1909年6月26日—1993年10月23日），小名驥，學名同祖，又名砥，字儼少；後以字行，改字宛若，斋名有就新居、晚晴轩等，浙江嘉定人，中国現代國畫家，尤其以山水畫見長，與李可染並稱「北李南陸」。

## 生平
陸儼少1927年考入無錫美專學習國畫，同時師從王同愈學習詩文及書法。次年，經王先生介紹，陸儼少正式拜在一代海派宗師馮超然門下，並且從吳湖帆處得益良多。1947年舉辦個人畫展，聲名逐漸在江浙地區傳播。1956年進入上海中國畫院工作，次年成為「右派」，遭受迫害。1962年在浙江美院兼職任教，1979年升任教授。1981年在香港開辦畫展，日漸擁有國際聲望。
1993年10月23日，陆俨少病逝于上海。

## 藝術風格
陆俨少独创的“陆氏山水”，以“勾云、勾水、墨块、留白”为特点。其山水畫雲氣蒸騰，變化豐富，最為後人稱道。他獨創了將「留白」與「墨塊」並用的技法，以墨來反襯白，對比十分強烈，在古典技法上融入了現代的審美意識。其中留白的部份可以是流水，也可以是雲霧或山路；畫面中經常並不能完全確定具體對象，留給觀者想像的空間。
陆俨少的山水画可分为早、中、晚三个时期。早期从20世紀50年代始至70年代，较多地留有古人的笔意，帶有唐寅、王蒙的风格；中期从70年代后至80年代，糅南北二宗画风，个性鲜明，风格独具；晚期从90年代始，因其心情不畅、疾病缠身，加上商品经济的冲击，想晚年再求变法而未果，顯得较为粗疏漫溢、荒率颓唐。

## 評價
谢稚柳：“唐宋之际，画水高手，史不足书，即唐宋高手，亦不足为我俨少敌也。”

## 作品
陆俨少代表作品有《万里江山图》、《陕江险水》等，又著有《陆俨少自叙》、《陆俨少画集》。